# 애나 릴리 애머푸어
애나 릴리 애머푸어(페르시아어: آنا لیلی امیرپور, 영어: Ana Lily Amirpour)는 잉글랜드 태생의 이란계 미국의 영화 감독, 영화 각본가이다. 2014년 도빌 아메리칸 영화제에서 신인상을 수상했다.

## 작품 목록
- 밤을 걷는 뱀파이어 소녀 (2014)
- 버려진 자들의 땅 (2016)
- 모나리자와 블러드 문 (2021)
- 기예르모 델 토로의 호기심의 방 - 겉모습 (2022)